# 再生不良性貧血
再生不良性貧血（さいせいふりょうせいひんけつ、英: Aplastic anemia、略称: AA）とは骨髄機能低下による貧血の1つ。英語の正確な和訳は低形成貧血であり、日本語の「再生不良性」は別の研究者が提唱したaregenerative anemiaを和訳したものである。1950年代頃までは汎骨髄癆（はんこつずいろう）という名称も用いられた。

## 歴史
1888年にドイツの医学者パウル・エールリヒが、汎血球減少と子宮出血を起こして死亡した21歳女性を剖検したところ、大腿骨の骨髄髄質が脂肪化していたことを発見し、aplastische Anämieと命名し、学界に発表したのが最初である。日本語では「汎骨髄癆」と訳されて、戦後もしばらくこの名称が用いられたが、「再生不良性貧血」あるいは「再生不能性貧血」も併用され、戦後の難解漢字使用制限もあって「再生不良性貧血」が一般化するようになった。

## 病態
骨髄中の造血幹細胞が減少することによって骨髄の造血能力が低下し、末梢血中の全ての系統の血球が減少（汎血球減少と言う）する。造血幹細胞の減少した骨髄は、脂肪細胞に置き換えられる。この状態の骨髄を脂肪髄と言う。再生不良性貧血はMDS、PNHと類縁疾患である可能性が示唆されており、それぞれの疾患との鑑別が重要視されている。

## 分類
顆粒球、血小板、網赤血球の数により重症度を分類する。
最重症
1と、2または3を満たすもの
1. 好中球数 <200/µL
2. 血小板数 <20,000/µL
3. 網赤血球絶対数 <20,000/µL

重症
少なくとも下記の2項目を満たすもの
- 好中球数 <500/µL
- 血小板数 <20,000/µL
- 網赤血球絶対数 <20,000/µL

中等症
少なくとも下記の2項目を満たすもの
- 好中球数 <1,000/µL
- 血小板数 <50,000/µL
- 網赤血球絶対数 <60,000/µL

軽症
それ以外のもの

## 原因
再生不良性貧血の原因は、先天性と後天性に分けて考えられる。
遺伝子異常による先天性再生不良性貧血を、ファンコニー貧血と言う。この遺伝子異常があるとDNA架橋剤への暴露による染色体異常が起きやすく、造血幹細胞がアポトーシスに陥りやすくなる。先天性再生不良性貧血は常染色体劣性遺伝である。

後天性再生不良性貧血はさらに、特発性と二次性（続発性）に分けられる。特発性再生不良性貧血は、その名の通り原因不明の疾患である。しかしながら近年では、遺伝子異常や免疫学的機序の異常の関与が指摘されている。二次性再生不良性貧血の原因は様々なものが知られている。ウイルス性肝炎は、二次性再生不良性貧血の原因の中で最多である。肝炎発症後1ヶ月から3ヶ月で発症するが、原因となるウイルスについては、既知のウイルスではないと考えられており、未だ同定されていない。また、抗がん剤、ベンゼンおよび誘導体、無機砒素化合物、金製剤などは本症を引き起こす可能性がある。抗生物質、抗痙攣薬、抗甲状腺薬、鎮痛薬、糖尿病治療薬などの一部も挙げられている。しばしば起こすものとして因果関係が証明されているのはクロラムフェニコールのみである。
放射線も二次性再生不良性貧血の原因となることがわかっている。主に、体内に入った放射性物質による放射線の作用による。1954年3月、ビキニ環礁でのアメリカの水爆実験によって死の灰を浴びた第五福竜丸の船員は、東京大学医学部において「急性放射能症」と診断された。しかし患者の骨髄にストロンチウム90等の放射性同位体が沈着し、ベータ線を放出して造血細胞を破壊した事による造血機能の障害を認めた主治医の三好・熊取の両博士によって「急性汎骨髄癆（きゅうせいはんこつずいろう）」の病名が与えられた。

## 疫学
日本における年間患者発生数は100万人あたり6人前後とされており、欧米諸国はこれの1⁄2～1⁄3程度である。人種による差異はなく、地域的なものと考えられている。発症年齢のピークは15～19歳と70代である。女性のほうが約1.5倍と多いが、40歳までは性差はない。
日本においては、臨床個人調査票を用いた解析により患者数は約11,159人（2006年）となっている（厚生労働省難治性疾患克服研究事業 血液系疾患調査研究班による提供情報）。現在特定疾患に指定されている。

## 症状

### 自覚症状
- 息切れ
- 動悸
- 眩暈
- 出血傾向

軽症・中等症例や貧血の進行が遅い場合は自覚症状に乏しい。検診で偶然発見されることもある。

### 他覚症状
- 顔面蒼白
- 皮下出血
- 眼底出血

### 合併症
- 鉄過剰症　：再生不良性貧血の治療で、輸血を受け鉄が過剰に体に取り込まれることによって発症する。特有の自覚症状はない、進行すると肝障害や心不全などの臓器障害を引き起こす危険性がある。血清フェリチン値1,000ng/mL以上、輸血が40単位を超えた場合発症するリスクが高くなる
- 播種性血管内凝固症候群
- 敗血症
- ヘモクロマトーシス
- 心肥大・心不全・不整脈
- 糖尿病

## 検査

### 血液検査
- 末梢血塗沫標本検査
  - 汎血球減少を来たす。
- 血算
  - 正球性正色素性貧血 : 作られる赤血球は正常な赤血球のため、正球性（または大球性）正色素性貧血を示す。
- PNH血球検査[4]

### 生化学検査
- 血清生化学検査
  - 血清鉄、血中エリスロポエチン値、顆粒球コロニー刺激因子 (G-CSF) などの上昇が見られる。

### 機能検査
- 血液機能検査
  - 鉄動態検査 : 鉄飽和率などの上昇が見られる。

### 画像診断
- 骨髄シンチグラフィ
  - 骨髄の111Inシンチグラフィでは骨髄への取り込み低下が見られる。
- MRI
  - MRIでは胸椎と腰椎がSTIR法では低信号、T1強調画像では高信号を示す。

### 病理検査
- 骨髄穿刺
  - 幼弱顆粒球、赤芽球、巨核球の著明な減少が見られる。重症例でも胸骨に造血巣が残っていることもあるため、正確な評価のためには骨髄生検が必要。
  - 骨髄生検塗沫染色標本検査
    - 骨髄の造血細胞が減って、残りの脂肪組織が目立つ。脂肪組織が目立つ骨髄を脂肪骨髄（fatty marrow）と言う。

## 診断
- 再生不良性貧血の診断基準[5]を参照

## 治療

### 支持療法
- 輸血
  - 白血球除去赤血球を輸血する。頻回輸血する場合はデフェロキサミンを投与してヘモジデローシスを予防する。血小板は出血傾向が出なければ輸血しない。
- 造血因子
  - G-CSFを投与する。

### 造血回復を目指した治療
- 免疫抑制療法
  - シクロスポリン、抗胸腺細胞グロブリン（ATG）の投与
- タンパク同化ステロイド療法
- 骨髄移植
- エルトロンボパグの投与[6][7]

いずれも副作用があるため、重症例や中等症例のうち輸血を必要とする場合や汎血球減少がある場合のみ行い、それ以外では経過観察する。重症例では20歳以下では骨髄移植が第一選択であり、45歳以上では合併症の頻度が高いためまず免疫抑制療法を試す。20～45歳では患者の状態や希望に応じて選択する。免疫抑制療法を行う場合は、まずシクロスポリンやATGを投与し、無効であればタンパク同化ステロイドを投与する。それも無効であれば骨髄移植を実行する。なお、本疾患における非血縁者間の骨髄移植は生命予後が悪いため、免疫抑制療法が無効であった場合に限られる。

## 予後
軽症・中等症例では自然に回復する例がある。重症例では支持療法や造血能回復治療を行うことで、長期生存率が90%以上となっている。ただし、好中球が0に近く、G-CSF投与後も好中球が改善しない例は予後不良である。
免疫抑制療法によって改善した例でも、約15%が骨髄異形成症候群、その一部は急性骨髄性白血病に移行し、約30%が発作性夜間ヘモグロビン尿症に移行する。